# Ophiomastus flora
Ophiomastus flora är en ormstjärneart som beskrevs av Litvinova 1981. Ophiomastus flora ingår i släktet Ophiomastus och familjen fransormstjärnor. Inga underarter finns listade i Catalogue of Life.